# Верамейчик Дмитро Вікторович
Дмитро Вікторович Верамейчик (народився 2 січня 1989 у м. Мінську, СРСР) — білоруський хокеїст, нападник. 
Вихованець хокейної школи СДЮШОР (Мінськ). Виступав за «Шинник» (Бобруйськ), ХК «Гомель», «Шахтар» (Солігорськ).
У складі молодіжної збірної Білорусі учасник чемпіонату світу 2009 (дивізіон I). У складі юніорської збірної Білорусі учасник чемпіонату світу 2007 (дивізіон I). 